# Не моя ответственность
«Не моя ответственность» (англ. Not My Responsibility) — короткометражный фильм, написанный и спродюсированный Билли Айлиш, выпущенный в 2020 году.
Премьера фильма состоялась во время Where Do We Go? World Tour в марте 2020 года как визуальная интерлюдия. Видео набрало более 16 миллионов просмотров на YouTube и 18 миллионов в Instagram в течение первых пяти дней после релиза.

## Отзывы
Короткометражный фильм получил положительные отзывы как от поклонников, так и от критиков. Фильм служит ответом Айлиш на негативную реакцию публики на то, что она носит и как ведёт себя, заявляя, что всем приятно, что это «не её ответственность». Алтея Легаспи из Rolling Stone расценила эту пьесу как «мощную», в то время как Каренна Мередит из PopSugar похвалила её за «сильный посыл», добавив, что «Айлиш была открыта в своей борьбе с образом тела, которая началась в подростковом возрасте, и как общественное мнение заставило её полагаться на мешковатый гардероб, чтобы чувствовать себя комфортно. Её видео, по-видимому, является важным продолжением этих чувств, где Айлиш наконец может обратиться к своим критикам на своих собственных условиях».